# Vidoe Smilevski

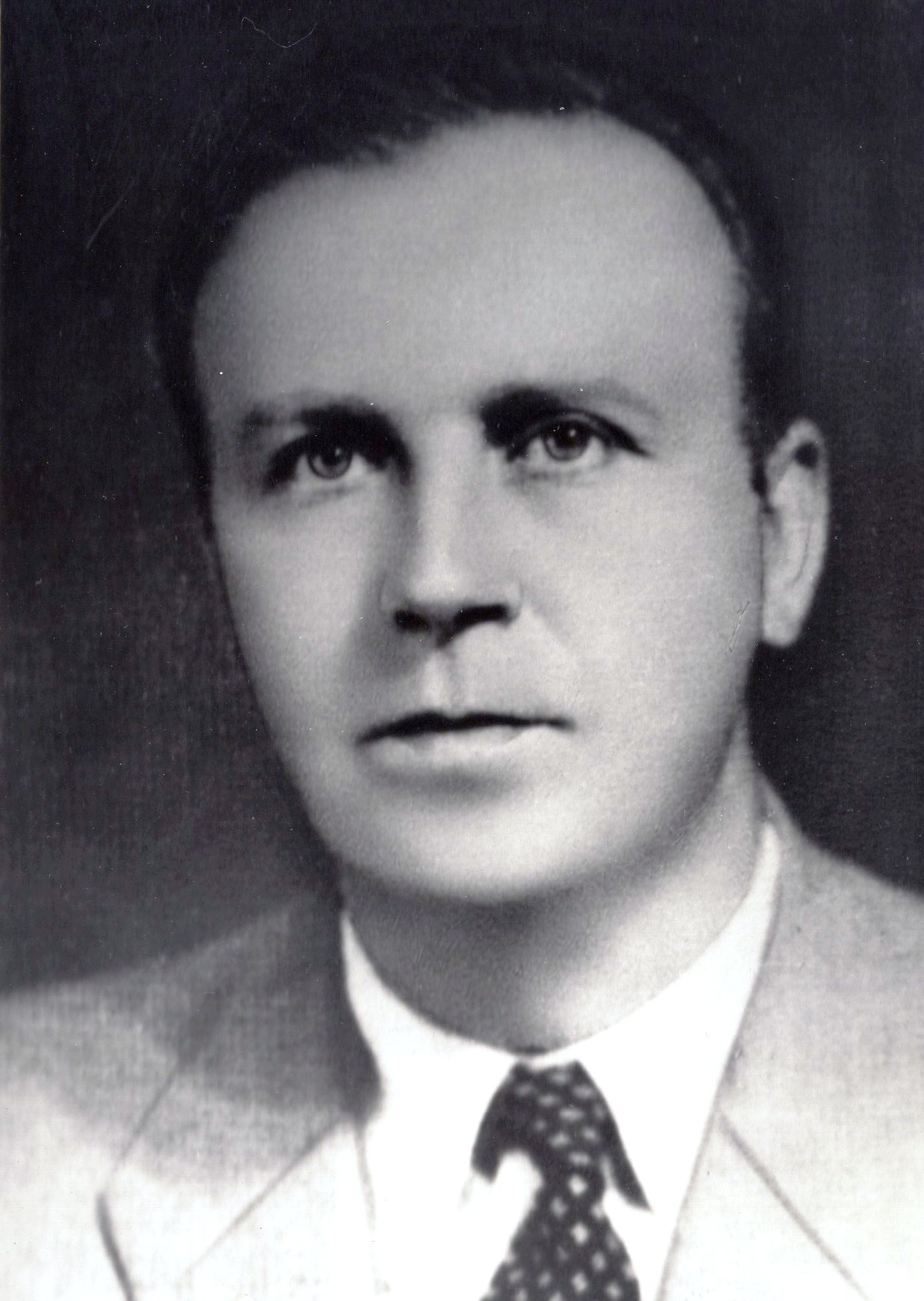
Fotografia di Vidoe Smilevski in gioventù.

Vidoe Smilevski-Bato (Nikiforovo, 14 agosto 1915 – Skopje, 8 settembre 1979) è stato un politico jugoslavo di etnia macedone, uno dei maggiori protagonisti della vita politica della Repubblica Socialista di Macedonia.

## Biografia

### I primi anni
Vidoe Smilevski nacque il 14 agosto 1915 a Nikiforovo, villaggio vicino alla città di Gostivar, da una famiglia di commercianti. Il padre Uroš Smilić era un macedone di Nikiforovo, mentre la madre Velika Tanašević un'albanese di fede cristiana ortodossa di Kičinica. Dopo la fine della prima guerra mondiale, la famiglia si spostò a Belgrado, dove Vidoe lavorò come banchiere dal 1935, dopo aver proseguito la propria istruzione alla scuola elementare e studiando all'accademia commerciale. Nonostante la provenienza da un ambiente familiare di estrazione relativamente alta, egli, similmente a molti macedoni immigrati in cerca di fortuna, sperimentò l'amarezza di una vita lontana dalla propria patria e impressa in un ambiente come quello del regno di Jugoslavia, rimanendo influenzato dal movimento operaio e studentesco progressista, presente anche nell'accademia in cui studiava, nonché dalla letteratura marxista circolante. Per via delle sue partecipazioni alle manifestazioni di quegli anni e della diffusione di materiali comunisti, entrò in conflitto con il regime. 
Divenne più attivamente coinvolto nel lavoro rivoluzionario dal 1937, quando iniziò a ricevere incarichi dall'organizzazione del partito. Si trasferì in compagnia di comunisti che lavoravano all'Università di Belgrado. Alla fine del 1939 partecipò all'azione per la costituzione di una sezione sindacale dell'Unione degli impiegati bancari, assicurativi, commerciali e industriali della Jugoslavia (SBOTIČJ) nell'istituto dove lavorava. A quel tempo lavorava già nell'organizzazione del partito a Belgrado, che su sua richiesta si trovava a casa sua, in quanto luogo considerato sicuro. Proprio in questo periodo fu ufficialmente accettato come membro del Partito Comunista di Jugoslavia.

### Il periodo della seconda guerra mondiale
Dopo che decise di partecipare alla resistenza jugoslava dal 1941, in seguito alla guerra d'aprile, svolse funzioni significative prima a Belgrado e poi, dal gennaio 1943, a Leskovac, a Vranje e a Pirot.
Nel luglio 1944 fu inviato in Macedonia per contribuire alla resistenza dei partigiani macedoni, ambiente in cui ricevette il proprio soprannome Bato, significante in macedone "fratello", e partecipò alla prima sessione dell'ASNOM. Fu cooptato come membro del Comitato Centrale della Lega dei Comunisti di Macedonia e dall'ottobre 1944 assunse la carica di segretario del Comitato Regionale del Partito Comunista della Regione di Skopje.

### La partecipazione alla vita politica nella Jugoslavia socialista
In seguito alla seconda guerra mondiale, con la formazione del nuovo stato, ricoprì diversi incarichi sociopolitici di alto livello, tra cui:
- segretario del Comitato cittadino KPM a Skopje da marzo a ottobre 1946
- segretario organizzativo del Comitato Centrale del KPM dal novembre 1946
- vice Primo Ministro della Repubblica popolare di Macedonia
- presidente del Presidium dell'Assemblea nazionale della Macedonia dal 4 gennaio 1951 al 1953
- membro del Consiglio Direttivo Federale
- vicepresidente dell'Assemblea nazionale macedone
- membro del Comitato Centrale del Partito Comunista di Jugoslavia dal V Congresso del Partito Comunista di Jugoslavia
- membro del Comitato Esecutivo del Comitato Centrale del Partito Comunista di Macedonia sin dal Primo Congresso del Partito Comunista di Macedonia
- segretario organizzativo del Comitato Centrale della SK Macedonia
- presidente dell'Assemblea della Repubblica di Macedonia dal 24 giugno 1963 al 12 maggio 1967
- membro della Presidenza del Comitato Centrale della SK Jugoslavia
- membro del Consiglio della Federazione
- presidente della Presidenza della Repubblica di Macedonia dal 6 maggio 1974 all'8 settembre 1979.

Morì l'8 settembre 1979 a Skopje, durante il suo mandato come Presidente della Presidenza della Repubblica di Macedonia. Il 31 ottobre gli successe Ljupcho Arsov.
Fu portatore della medaglia commemorativa partigiana 1941, dell'Ordine dell'Eroe del lavoro Socialista e di altre onorificenze. È stato insignito dell'Ordine di Eroe nazionale (o popolare) il 6 luglio 1953.

## Eredità
La figura e il ruolo di Vidoe Smilevski sono, ad oggi, caratterizzati da visioni divisive da parte dei macedoni. 
Secondo molte testimonianze, Vidoe Smilevski aveva espresso opinioni filo-federali e filo-jugoslave, tendenti ad una forma di serbofilia, riguardo all'amministrazione dello stato macedone del dopoguerra, motivo per il quale Metodija Andonov - Čento si oppose alla sua cooptazione come membro dell'ASNOM. 
Altre fonti, in particolare provenienti della sua regione nativa, lo descrivono come un patriota e politico che, nonostante il contesto e alcune posizioni giudicabili oggi in maniera negativa, cercasse sempre di compiere delle azioni, seppur forse ingiuste, caratterizzate dalle migliori intenzioni verso il popolo. Alcuni motivi di queste opinioni sarebbero legati anche allo stesso del nome della sua famiglia, che egli mutò in Smilevski, dalla forma precedente serbizzata Smilić, che il padre, così come gli altri macedoni, ricevettero durante l'occupazione serba della Macedonia. Considerata anche l'ideologia comunista e la forte fedeltà al partito e alla politica jugoslava del maresciallo Tito, risultano comprensibili alcune sue visioni. Egli credeva, infatti, che la cooperazione federale tra i paesi balcanici fosse la migliore soluzione per la prosperità nella regione, motivo per cui gravitava verso la Jugoslavia in senso politico. Era anche convinto che se la Macedonia non si fosse unita alla federazione, sarebbe stata divisa tra i suoi vicini.